# Feldkapelle Hickeswinkel
Koordinaten: 51° 6′ 0″ N, 6° 3′ 37″ O
Die Feldkapelle Hickeswinkel befindet sich im Ortsteil Karken der Stadt Heinsberg in Nordrhein-Westfalen.

## Lage
Die Kapelle steht im früheren Ortsteil und der heutigen Straße Hickeswinkel, die von Karken in Richtung Haaren führt. Die Feldkapelle liegt am Ende der Ortslage etwa 450 m in südöstlicher Richtung. Im Volksmund trägt sie auch den Namen Kapellchen am Wöbel.

## Geschichte
Das Gebäude wurde 1938 als Bunker errichtet und von 1939 bis 1945, im Zweiten Weltkrieg, als Munitionslager genutzt. Nach dem Krieg wurde der Bunker geräumt und zur Feldkapelle umgebaut und der Muttergottes geweiht. Pfarrer Rudolf Vitus segnete die Kapelle 1953 ein. In Not und Krankheit ziehen die Nachbarschaften in Prozessionen zur Kapelle und beten um Hilfe und Gesundheit. 

## Architektur
Das Gebäude ist ein verputzter Stahlbetonbau mit einem ziegelgedeckten Satteldach. Die Kapelle ist mit einer Hecke umgeben und einige Buchen spenden im Sommer Schatten. Eine Sitzbank lädt zum Ausruhen ein. Über der rechtwinkligen Eingangstüre hängt ein Kruzifix. Im Inneren ist ein gefliester Boden verlegt. Wand und Decke sind gestrichen und in großen Ornamenten farbig abgesetzt.

## Ausstattung
- In der Kapelle stehen eine Madonna mit Kind, zwei Engelsfiguren, mehrere kleine Ikonen, Kerzen und Blumenschmuck sowie einige Gebetsbänke.

## Galerie

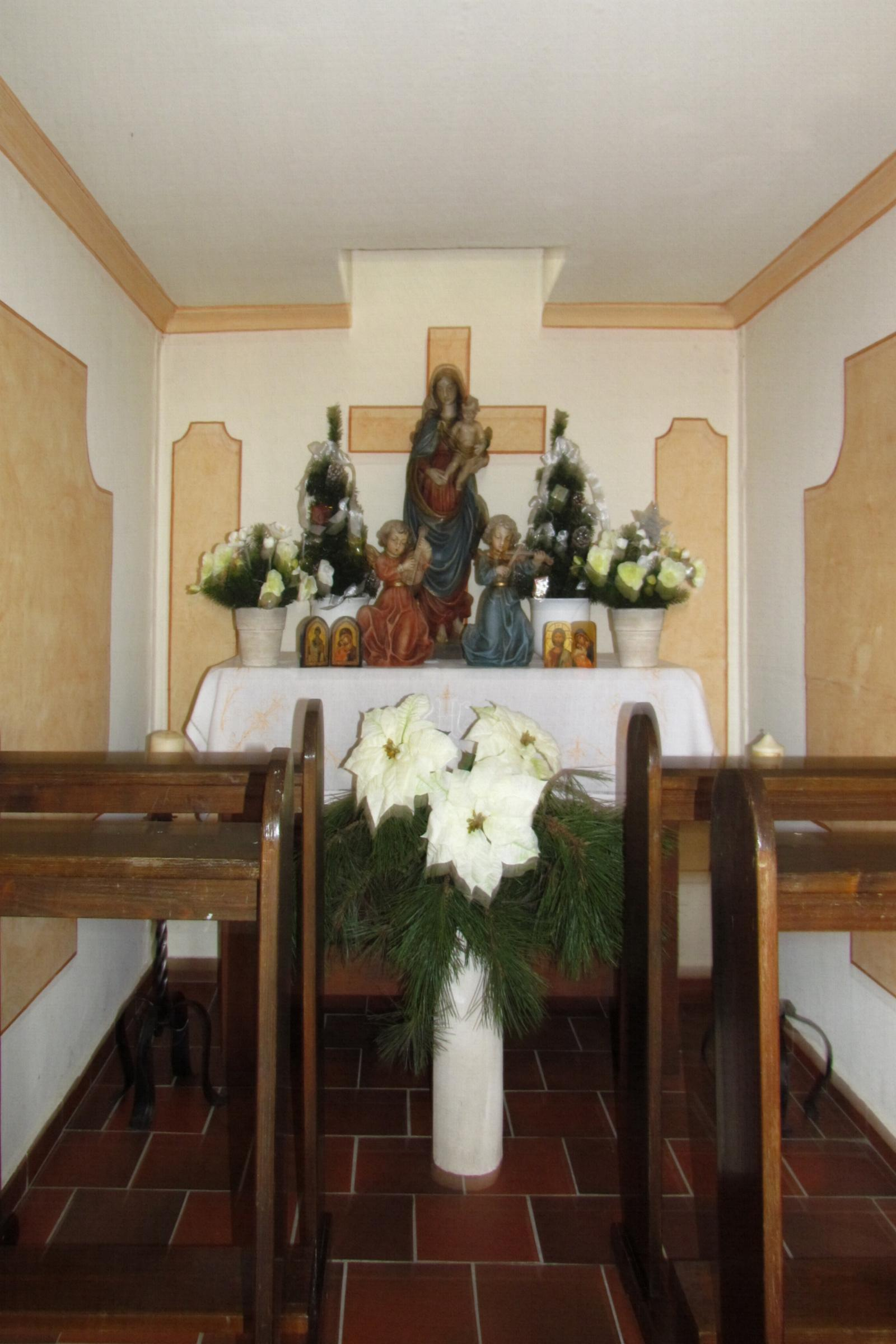
Innenansicht
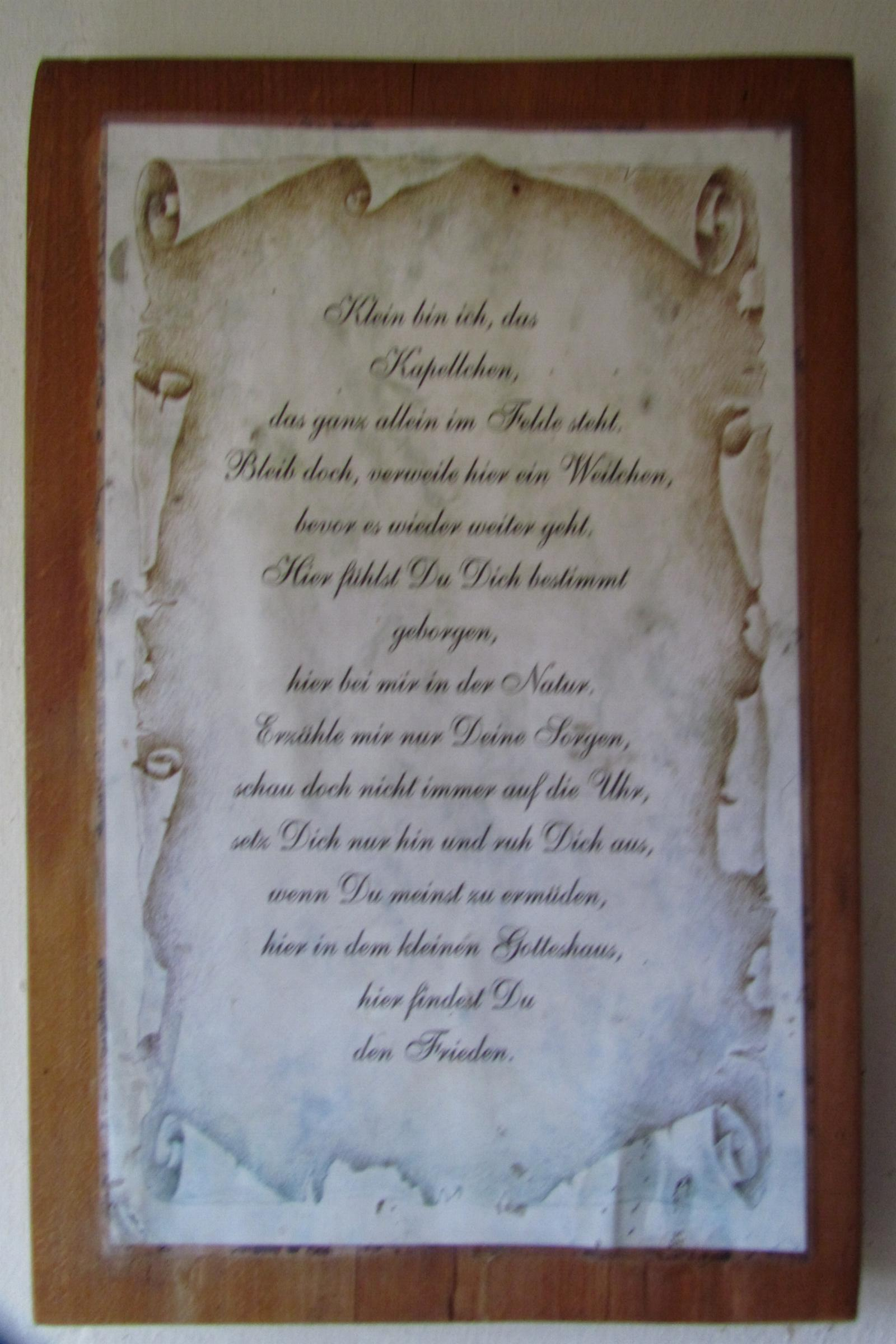
Schrifttafel